# Нерсесов, Юрий Аркадьевич
Юрий Аркадьевич Нерсесов (род. 13 октября 1967 года, Ленинград) — российский публицист и журналист.

## Биография
Юрий Нерсесов родился 13 октября 1967 года в Ленинграде. Отец — армянин, мать — еврейка.
В 1986 году входил в число организаторов забастовки студенческого стройотряда «Декабрист» в городе Кингисепп Ленинградской области.
В 1991 году окончил Санкт-Петербургский государственный морской технический университет, после чего работал инженером в НИИ завода «Электросила».
В годы перестройки Нерсесов состоял в различных политических организациях и партиях (Социалистический союз трудового народа, Социалистическая партия, Федерация Социалистической молодежи, Союз спасения Родины им. Л. П. Берия и т. д.). Тогда же проявил себя как публицист.
В августе 1991 года во время событий ГКЧП Нерсесов находился у Мариинского дворца в числе демонстрантов. В 1993 году участвовал в обороне Верховного Совета в Москве.
На протяжении 1990-х и 2000-х годов Нерсесов активно сотрудничал с такими изданиями, как «Санкт-Петербургские Ведомости», «Новый Петербург», «Новая газета», «Правда», «Советская Россия», «Завтра», «Совершенно секретно», «Версия», «Версия в Питере», «Стрингер», «Спецназ России», журнал «Вслух о…».
Со второй половины 2000-х выпускающий редактор интернет-издания «АПН Северо-запад», дочерней структуры Агентства политических новостей.
Нерсесов идеологически близок к партии Эдуарда Лимонова «Другая Россия» и к национал-большевизму. К нынешнему руководству России у Нерсесова отношение отрицательное, поэтому он в своих публикациях подвергает жёсткой критике Владимира Путина, Владислава Суркова, Владимира Мединского, Рамзана Кадырова, патриарха Кирилла и др.
В 2010-е Нерсесов выпустил несколько книг исторической публицистики («Трупный яд покаяния», «Продажная история»).
В 2021 году совместно с публицистом И. В. Пыхаловым и писателем Е. А. Прудниковой запустил проект «ИстЛяп», направленный на разоблачение исторических ошибок и фальшивок.

## Инциденты
В 1990-е Нерсесов не раз обвинялся в том, что якобы применял физическую силу против своих политических оппонентов.
В 1996—1998 годах судился с Анатолием Собчаком. Судебный процесс Нерсесов выиграл
13 июля 2013 года Нерсесов был избит во дворе своего дома неизвестными.